# Adelheidsdorf
Adelheidsdorf je obec v okrese Celle v Dolním Sasku v Německu přibližně 7 kilometrů od města Celle, na jižním okraji Lüneburger Heide. Ke konci roku 2008 zde žilo 2506 obyvatel.
Poprvé byla v dokladech zmíněna roku 1825. Obec svůj současný název získala v roce 1831 na počest Adelheid Sasko-Meiningenské, tehdejší Hannoverské královny a královny Spojeného království Velké Británie a Irska.

## Společná obec
Wathlingen je též sídelním městem společné obce (německy Samtgemeinde) Wathlingen. Společná obec Wathlingen je současně společenství vesnic, které má celkem 3 obce, kdy radnice a správa společenství sídlí v obci Adelheidsdorf. Společenství obcí v jeho současné podobě vzniklo v roce 1973 sloučením 3 okolních obcí.

## Škola
- Základní škola